# Manoir de Kerrio (Inzinzac-Lochrist)
Le manoir de Kerrio est un édifice situé à Inzinzac-Lochrist, en France.

## Situation
Le manoir est situé sur le territoire de la commune de Inzinzac-Lochrist, au lieu-dit Kerrio, dans le département du Morbihan, en région Bretagne. Il est situé en bordure de la forêt de Tremelin.

## Description
Le manoir date du XVIIe siècle, il est construit en moellons de granite, édifice à un étage carré, élévation à travées. Toiture  à longs pans recouverte d'ardoises, pignon découvert. Il possède toujours ses quatre cheminées monumentales. Une tour de défense en ruine est située en angle du mur de clôture.

## Histoire
Le manoir appartient à la famille Beaujouan aux XVIe et XVIIe siècles. Au XVIIIe siècle, les propriétaires ne sont pas connus. Début XIXe siècle, il appartient à la famille Belliotte de la Ville Allain (originaire de Guérande). Fin XIXe siècle, il appartient à Émile Trottier, confondateur des forges d'Hennebont], sa fille en hérite et s'en sépare vers 1922.[réf. nécessaire]. 
Il est inscrit à l'inventaire général du patrimoine culturel.